# Pfarrkirche Piesendorf

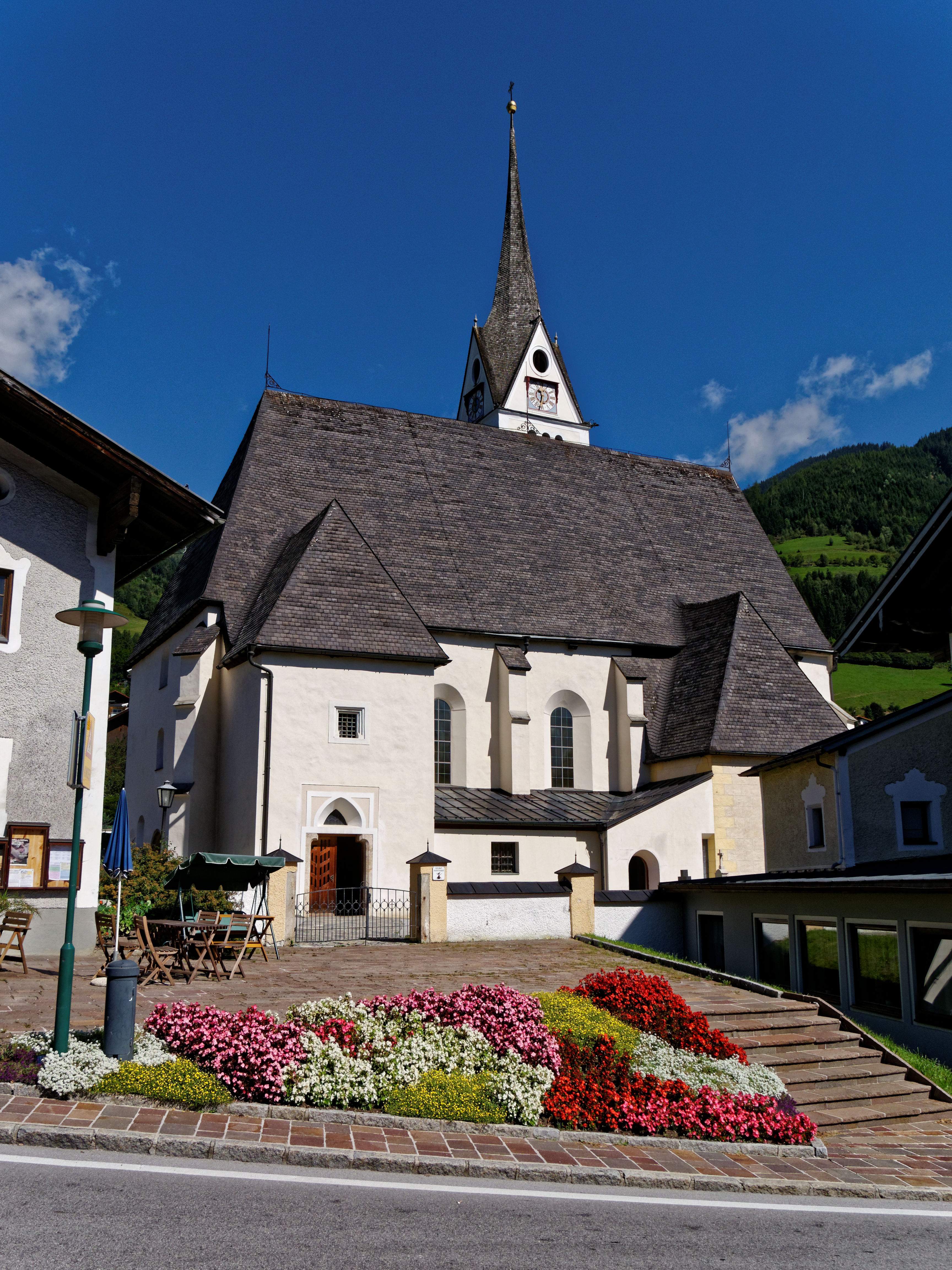
Katholische Pfarrkirche hl. Laurentius in Piesendorf

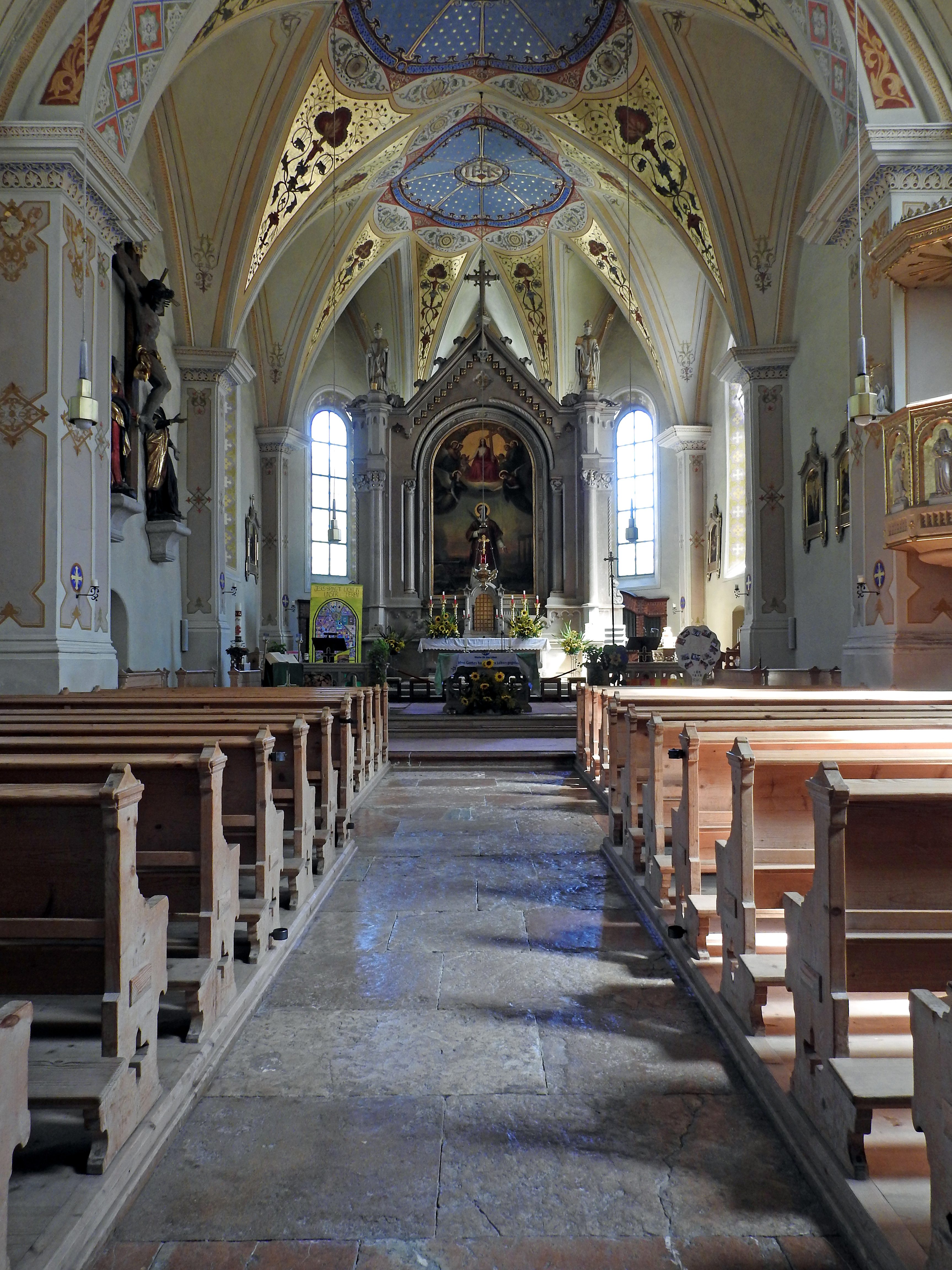
Langhaus, Blick zum Chor

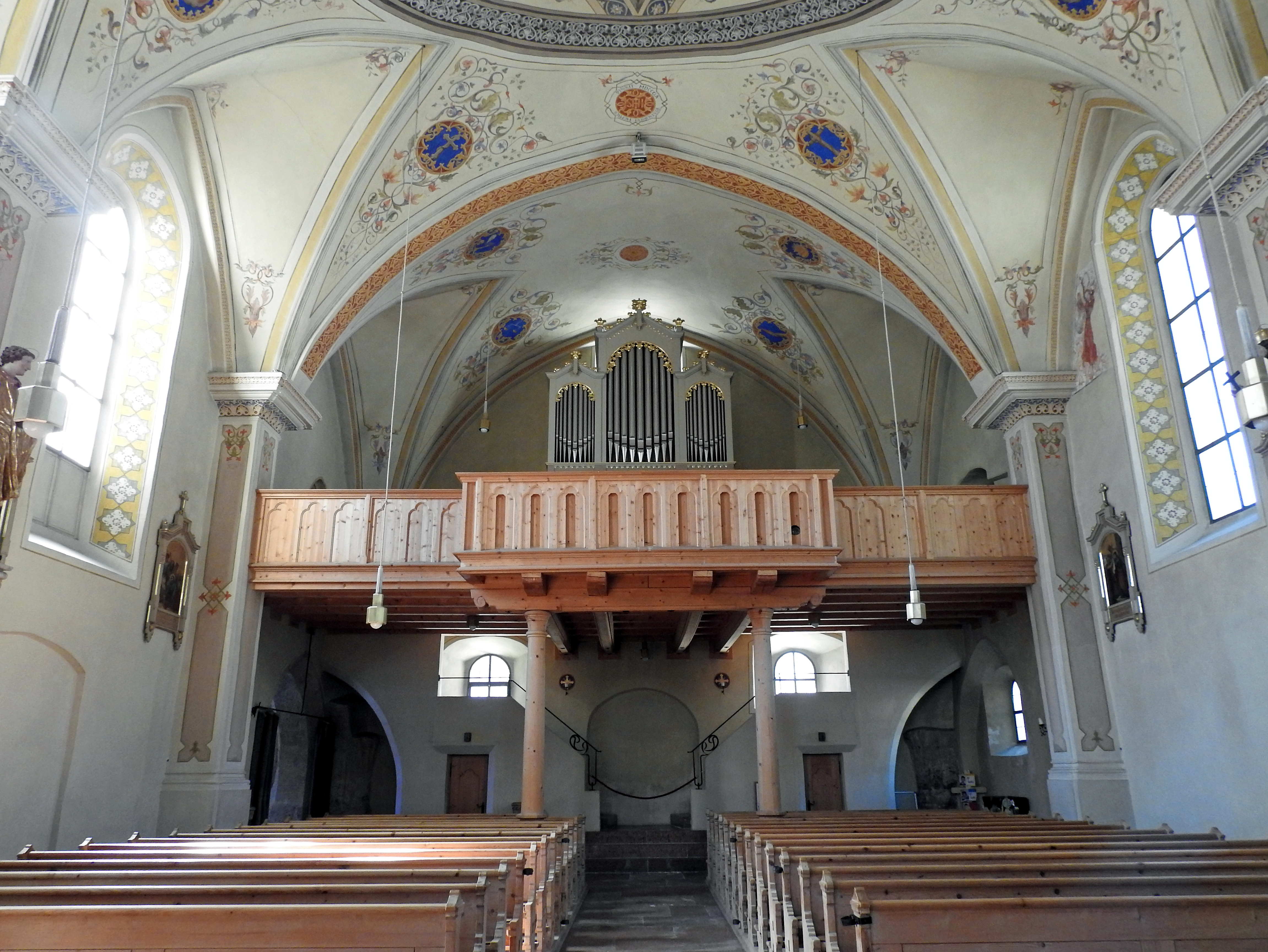
Langhaus, Blick zur Empore

Die römisch-katholische Pfarrkirche Piesendorf steht in der Dorfmitte der Gemeinde Piesendorf im Bezirk Zell am See im Land Salzburg. Die dem Patrozinium des Heiligen Laurentius von Rom unterstellte Pfarrkirche gehört zum Dekanat Stuhlfelden in der Erzdiözese Salzburg. Die Kirche steht unter Denkmalschutz (Listeneintrag).

## Geschichte
Am Standort der heutigen Pfarrkirche wurde vermutlich bereits im 9. oder 10. Jahrhundert eine vorromanische Saalkirche auf einem ehemaligen Schmelzplatz für Eisen errichtet. Diese erste Kirche war etwa 10 Meter lang und 5,5 Meter breit. Im 12. oder 13. Jahrhundert wurde dieser Kirchenbau einerseits verlängert und es wurde eine zweite Kirche angebaut, wodurch eine romanische Doppelkirche entstand.
Der heutige Chor und der Turm entstanden wohl im 14. Jahrhundert, das Langhaus wurde von 1510 bis 1516 angebaut. Der Turm wurde um 1550 erhöht. Die Kirche wurde 1718 barockisiert und von 1851 bis 1854 regotisiert. 1957 war eine Restaurierung.

## Architektur
Der gotische Kirchenbau ist von einem Friedhof umgeben.
Der einschiffige Kirchenbau zeigt außen dreifach abgestufte Strebepfeiler am Langhaus und Chor, der leicht eingezogene Chor hat einen polygonalen Schluss. Die Chorfenster sind rundbogig. Das gekehlte Portal befindet sich in einem niedrigen Niveau in der Westfront. Der ungegliederte Turm im nördlichen Chorwinkel hat Triforenfenster und trägt einen Spitzgiebelhelm aus 1723. Die ehemalige Michaelskapelle im südlichen Chorwinkel dient seit 1715 als Sakristei.
Das Kircheninnere zeigt ein Langhaus mit der Barockisierung von 1718, die gotischen Runddienste sind durch Wandpfeiler ersetzt, die Rippen des Netzrippengewölbes sind abgeschlagen. Die zweigeschoßige Westempore hat eine geschwungene Brüstung. Der einjochige Chor mit einem Fünfachtelschluss hat ein Sternrippengewölbe mit abgeschlagenen Rippen, hinter dem Hochaltar sind beim Achsenfenster zwei gotische Runddienste erhalten, sonst sind die Runddienste durch barocke Wandpfeiler ersetzt. In der Südwand des Chores ist der Zugang zur Sakristei als ehemalige Michaelskapelle, der Raum ist kreuzrippengewölbt mit ringförmigen Schlusssteinen und es gibt weiters eine kreuzgratgewölbte Unterkirche.
Ein Fragment eines Freskos aus dem 15. Jahrhundert zeigt die hl. Barbara. Die Glasmalereien aus 1957 zeigen Immaculata und hl. Josef.

## Einrichtung
Der Hochaltar aus 1854 zeigt das Altarblatt hl. Laurentius von Sebastian Stief und trägt die Figuren der Heiligen Laurentius und Johannes Nepomuk aus der ersten Hälfte des 18. Jahrhunderts und im Aufsatz die Figuren der Heiligen Rupert und Virgil von Johann Scheidl 1854.
Die Orgel entstand 1854. Eine Glocke nennt Friedrich Reinhart 1636.